# Łuskowiec (ptak)
Łuskowiec, łuskowiec zwyczajny (Pinicola enucleator) – gatunek niewielkiego ptaka z rodziny łuszczakowatych (Fringillidae), zamieszkujący północną Europę od Norwegii po Ural, Syberię po Kamczatkę oraz północną i zachodnią część Ameryki Północnej z południową granicą na południowym zachodzie USA (Kalifornia i Nowy Meksyk). W Polsce dawniej pojawiał się nieregularnie i niekiedy zimował (obserwowany od października do marca), obecnie sporadycznie zalatuje. Nie jest zagrożony.

## Systematyka
Gatunek ten po raz pierwszy zgodnie z zasadami nazewnictwa binominalnego opisał w 1758 Karol Linneusz w 10. edycji Systema Naturae. Autor nadał mu nazwę Loxia enucleator, a jako miejsce typowe wskazał Szwecję. Obecnie gatunek umieszczany jest w monotypowym rodzaju Pinicola. Wyróżnia się 8 lub 9 podgatunków P. enucleator.

## Podgatunki i zasięg występowania
Poszczególne podgatunki zamieszkują:
- P. e. enucleator – łuskowiec euroazjatycki[5] – Skandynawia do centralnej Syberii.
- P. e. pacata – wschodnia Syberia (na wschód od rzeki Jenisej i Sajanów) na wschód po dorzecze Kołymy i Morze Ochockie, na południe po środkowy Ałtaj, północno-wschodni Kazachstan, północną Mongolię i Pasmo Stanowe. Międzynarodowy Komitet Ornitologiczny (IOC) tego podgatunku nie uznaje.
- P. e. kamtschatkensis – północno-wschodnia Syberia.
- P. e. sakhalinensis – Sachalin i Wyspy Kurylskie, północna Japonia.
- P. e. flammula – wybrzeża południowej Alaski i zachodnia Kanada.
- P. e. carlottae – Wyspy Królowej Charlotty.
- P. e. montana – wewnętrzna część południowo-zachodniej Kanady do zachodnio-środkowego USA.
- P. e. californica – wschodnia Kalifornia.
- P. e. leucura – łuskowiec amerykański[5] – od zachodniej i środkowej Alaski szerokim pasem na wschód przez środkową Kanadę aż po Quebec, Nową Fundlandię i Nową Szkocję. Takson ten obejmuje też proponowane podgatunki alascensis i eschatosa.

## Ewolucja
Zapis kopalny potwierdza jego istnienie już w plejstocenie. Gatunek był wtedy rozpowszechniony w Europie; jego skamieniałości odkryto w Wielkiej Brytanii, Francji, Hiszpanii, Austrii, we Włoszech i na Węgrzech. W Polsce jego skamieniałości odkryto w Jaskini na Biśniku.

## Morfologia

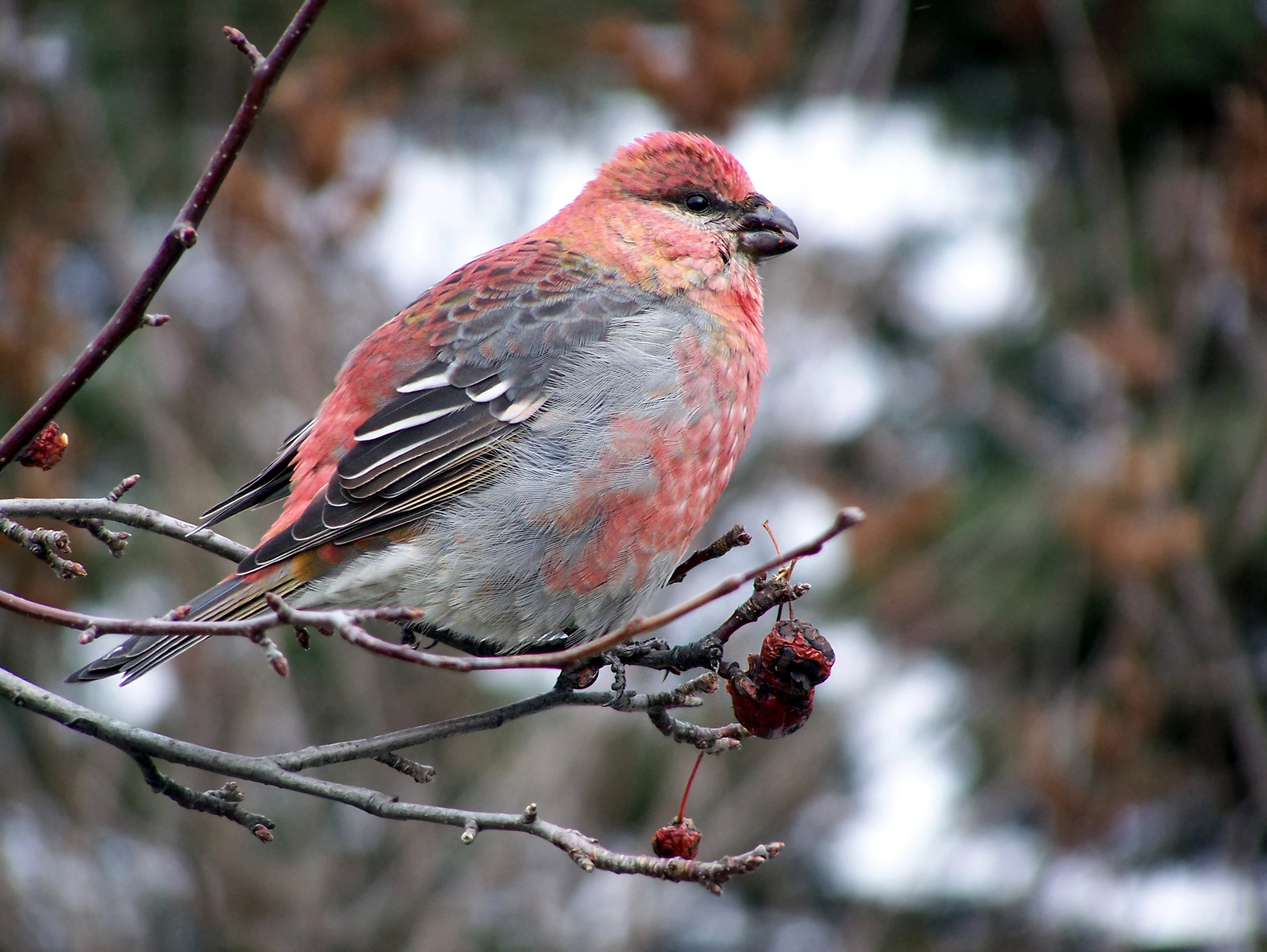
Samiec

Cechy gatunkuPtak wielkości szpaka. Występuje dymorfizm płciowy. Upierzenie samca głównie czerwonawe, pokrywy podogonowe szare. U samicy upierzenie główne żółtawe, występują białe paski pokrywowe i białe krawędzie lotek III rzędu.
Wymiary średnie
- Długość ciała ok. 18,5–25,5 cm[8]
- Masa ciała: 42–77 g[8]

## Ekologia

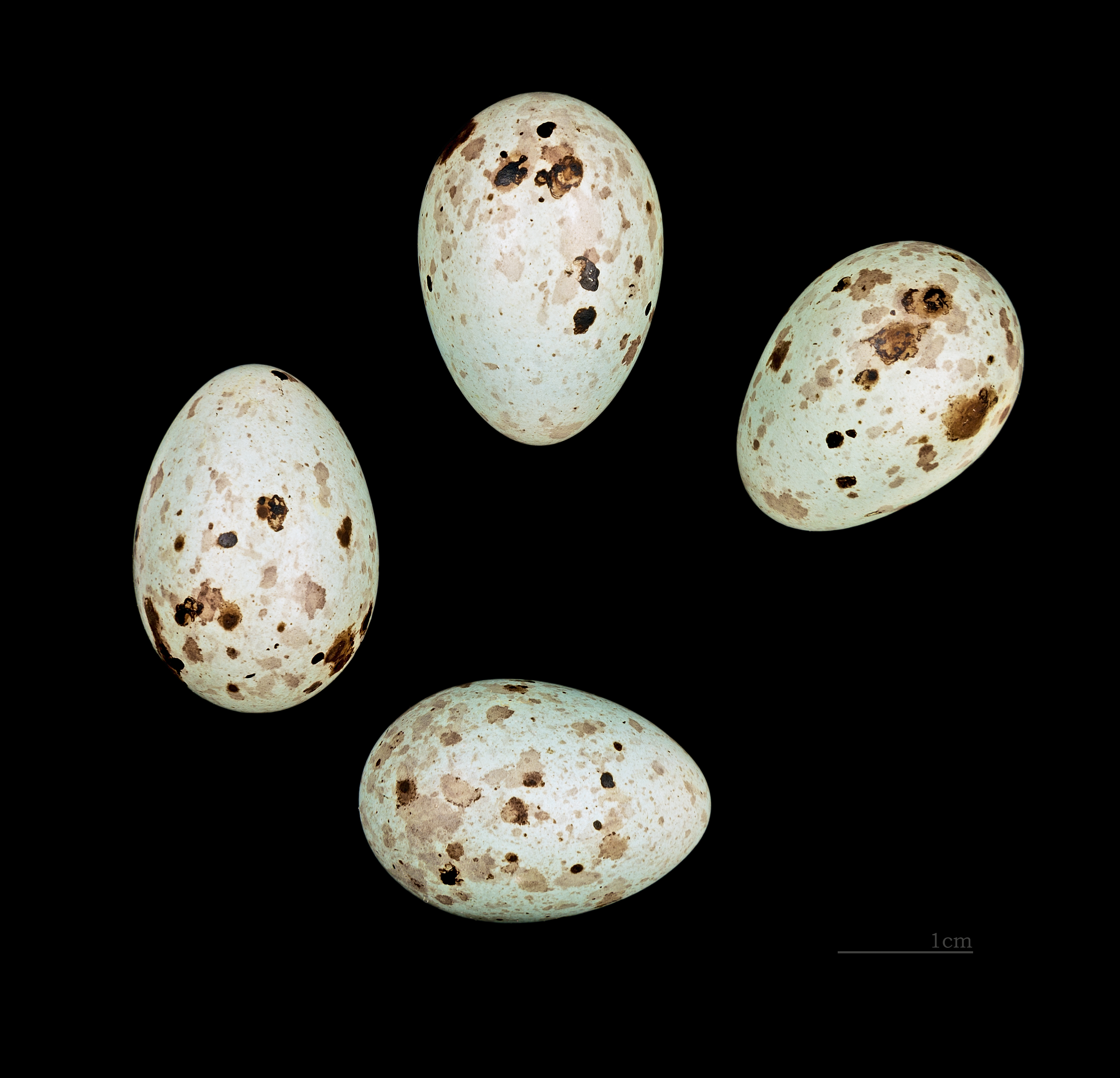
Jaja z kolekcji muzealnej

BiotopŁuskowce gniazdują wyłącznie w starych, pierwotnych borach, w których prócz drzew iglastych występują także drzewa owocowe. Podczas zimowania przebywają wszędzie tam, gdzie znajdują się drzewa owocowe (preferują jarzębinę), również w pobliżu siedlisk ludzkich i na drogach.
GniazdoNa drzewie, przeważnie świerku. Pary gniazdują osobno. Zbudowane jest z mchów, gałązek, źdźbeł traw i porostów; wyściełane jest miękkimi trawami, korzonkami. Zwykle umieszczone 1,5–7,6 m nad ziemią.
JajaZniesienie liczy od 2 do 5 jaj. Wymiary średnie: 24,9 na 17,5 mm (P. e. montana). Inkubacja trwa 13–14 dni, wysiaduje jedynie samica.
PożywienieNasiona, pędy, pąki brzóz i świerków, jagody, borówki i inne owoce.

## Status i ochrona
IUCN uznaje łuskowca za gatunek najmniejszej troski (LC, Least Concern) nieprzerwanie od 1988. Liczebność światowej populacji w 2004 szacowano na ponad 4 miliony osobników. Trend liczebności populacji uznawany jest za spadkowy.
Na terenie Polski gatunek ten jest objęty ścisłą ochroną gatunkową. Ostatni nalot łuskowców w Polsce (stan z 2016) miał miejsce zimą na przełomie 2012 i 2013; najwięcej osobników (14) zaobserwowano w lutym 2013 pod Giżyckiem. W XIX wieku odnotowano 19 nalotów, w XX wieku – mimo większej aktywności ornitologicznej w terenie – jedynie 12.